# Rosalind Franklin

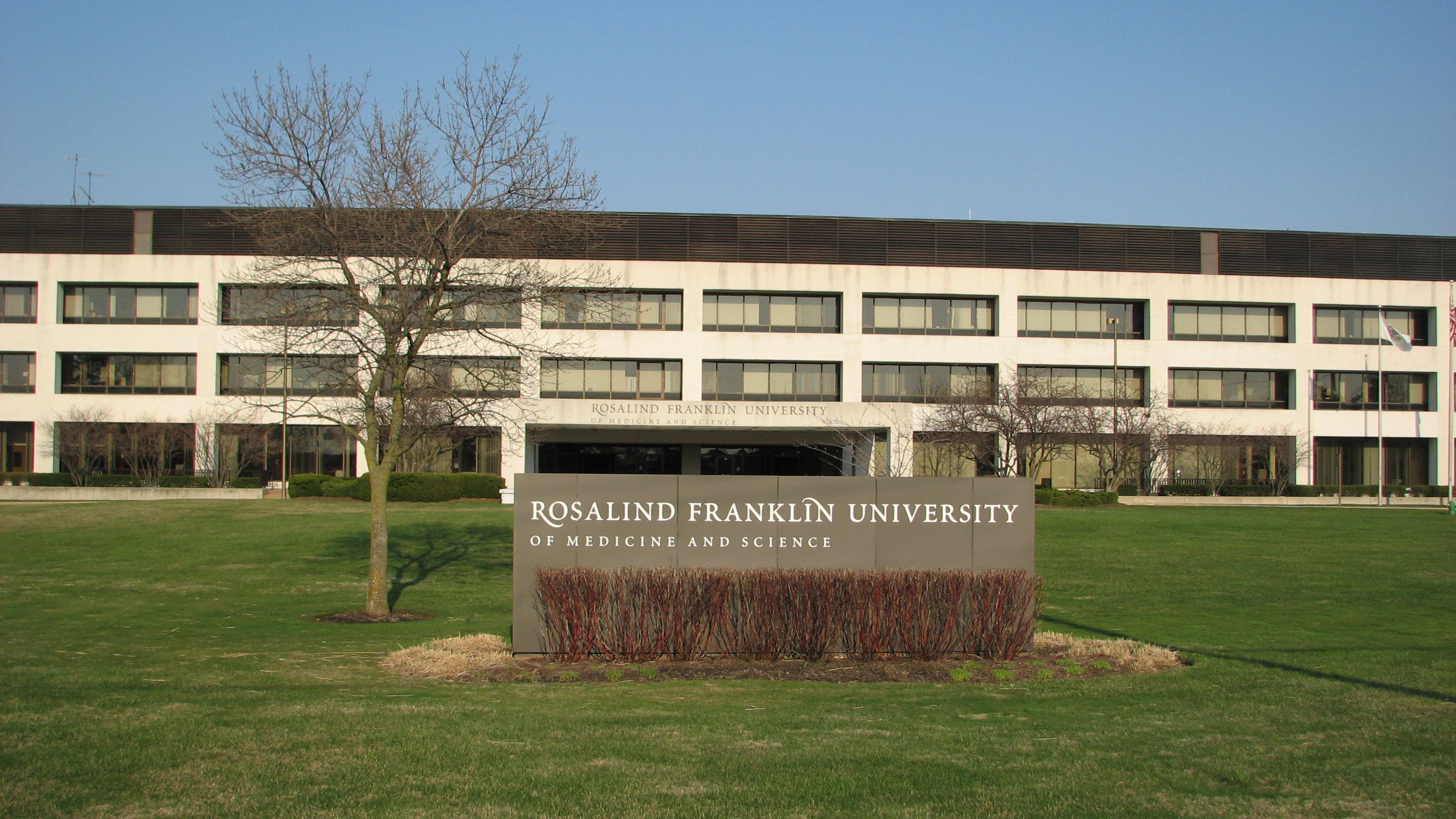
Rosalind Franklin University of Medicine and Science

Rosalind Elsie Franklin (ur. 25 lipca 1920 w Notting Hill, zm. 16 kwietnia 1958 w Chelsea) – brytyjska biofizyczka i specjalistka w dziedzinie rentgenografii strukturalnej, współodkrywczyni podwójnej helisy DNA, doktor na Uniwersytecie Cambridge.

## Życiorys
Urodzona w Anglii, w rodzinie żydowskiej. W 1938, wieku 21 lat, została absolwentką Newnham College Uniwersytetu Cambridge, a w wieku 26 lat obroniła doktorat z dziedziny chemii fizycznej.
Pracowała w Brytyjskim Towarzystwie Badań nad Wykorzystaniem Węgla oraz w paryskim Krajowym Centrum Badań Naukowych, gdzie nauczyła się analizy budowy cząsteczek chemicznych za pomocą rentgenografii strukturalnej, którą to technikę znacznie udoskonaliła. Dokonała tego, pracując w King’s College wraz z Maurice’em Wilkinsem.
Jej autorstwa był dokładny rentgenogram sodowej soli DNA, który legł u podstaw pracy Jamesa Deweya Watsona i Francisa Harry’ego Comptona Cricka (laureaci wraz z Maurice’em Hugh Frederickiem Wilkinsem Nagrody Nobla w dziedzinie fizjologii lub medycyny za rok 1962). Istnieje kontrowersja dotycząca etyki zachowania dyrektora Cavendish Laboratory sir Williama Lawrence’a Bragga i Maurice’a Wilkinsa, którzy udostępnili rentgenogramy Franklin Crickowi i Watsonowi bez jej wiedzy. Mimo iż była ona niewątpliwie współtwórczynią odkrycia struktury DNA, jej nazwisko nie zostało uwzględnione w werdykcie Komitetu Noblowskiego, gdyż nie żyła już w momencie przyznania nagrody Francisowi Crickowi, Jamesowi Watsonowi i Maurice’owi Wilkinsowi, jednak autorzy przyznali – już po otrzymaniu nagrody, że bez jej zdjęć i opisów nie stworzyliby poprawnego modelu. Przenosząc się do Birkbeck College w roku 1953, Franklin porzuciła badania nad DNA i zajęła się badaniem wirusów (konkretnie wirusa mozaiki tytoniu), gdzie miała dość znaczące dokonania.
Zmarła na raka jajnika w wieku 37 lat. Nowotwór był prawdopodobnie spowodowany ciągłą ekspozycją na promieniowanie rentgenowskie w trakcie prowadzenia przez nią badań naukowych. Ostatnie tygodnie swojego życia, mimo świadomości powagi swojego stanu, spędzała w laboratorium, dokonując ekspertyz mikrobiologicznych.